# Leptopteris laxa
Leptopteris laxa là một loài dương xỉ trong họ Osmundaceae. Loài này được Copel. mô tả khoa học đầu tiên năm 1936.
Danh pháp khoa học của loài này chưa được làm sáng tỏ. 